# كريس جسبرسن
كريس جسبرسن (بالنرويجية البوكمول: Chris Jespersen)‏ هو متزحلق نرويجي، ولد في 18 أكتوبر 1983 في Etne ‏ في النرويج.

## وصلات خارجية
- كريس جسبرسن على موقع الاتحاد الدولي للتزلج (التزلج الريفي) (الإنجليزية)
- كريس جسبرسن على موقع أوليمبيديا (الإنجليزية)